# Lhünce (dystrykt)
Lhünce (dżongkha: བཀྲ་ཤིས་གྱང་ཙེ་རྫོང་ཁག་, Lhunste Dzongkhag, spotyka się także transliterację Lhuntshi) to szósty z dwudziestu dystryktów Bhutanu. Jest położony w północno-wschodniej części kraju. Graniczy z dystryktem Jangce na wschodzie, dystryktem Monggar na południu, dystryktem Bumtʽang na zachodzie oraz bezpośrednio z Tybetem na północy.
Według oficjalnych danych rządu Bhutanu w dystrykcie tym znajduje się 2506 gospodarstw domowych. Lhünce dosyć intensywnie się rozwija; istnieją tu brukowane drogi, we wrześniu 2005 otworzono tu pierwszą stację paliwową, warunki klimatyczne sprzyjają rolnictwu, ciągle trwa elektryzacja domów.
Administracyjnie dystrykt Lhünce jest podzielony na osiem gewog:
| - gewog Gangzur, - gewog Jarey, - gewog Khoma, - gewog Kurtoe, | - gewog Menbi, - gewog Metsho, - gewog Minjay, - gewog Tsenkhar. |